# IRR (järnvägsbolag)
IRR är det statliga järnvägsbolaget i Irak. Huvudkontoret ligger i Bagdad.
Det statliga järnvägsnätet i Irak började under 1980-talet att byggas ut. Det gamla, delvis smalspåriga, järnvägsnätet kompletterades med ett nytt normalspårigt nät. Konflikterna med grannarna samt västvärlden har emellertid kraftigt försenat denna utbyggnad.
IRR har även köpt en stor mängd spårfordon, främst från Europa (bland annat Spanien, Tyskland samt Frankrike). På senare tid har det främst köpts från Asien, främst Kina. Bland annat har en stor mängd sexaxliga diesellok levererats samt en serie vagnar tillverkade i Europa som liknar europeiska fordon med vissa modifieringar. Detta till skillnad från grannlandet Saudiarabien som har en amerikansk standard. Det finns inga järnvägsförbindelser med Saudiaraben. Irak har bara järnvägsförbindelser med Syrien.
Järnvägen skadades svårt under konflikterna och det material som har klarat sig är ofta kraftigt nedslitet. Kombinationen fint stenmjölsdamm och hög luftfuktighet (havet) har haft en förödande inverkan på materialet.